# 王顶堤街道
王顶堤街道，是中华人民共和国天津市南开区下辖的一个乡镇级行政单位。

## 行政区划
王顶堤街道下辖以下地区：
昌宁里社区、保山北里社区、保山南里社区、淦江里社区、华宁南里社区、华宁北里社区、横江里社区、盈江西里社区、盈江东里社区、金环里社区、迎水里社区、金厦里社区、凤园北里社区、凤园南里社区、迎风里社区、林苑东里社区、园荫里社区、林苑西里社区、鹤园北里社区、林苑北里社区、美云里社区、金典花园社区、金冠里社区、天拖西社区、天拖东社区和艳阳路社区。